# Diskografie Alexandry Stan
Toto je seznam vydané diskografie rumunské zpěvačky Alexandry Stan.

## Alba

### Studiová alba
| Saxobeats                                                                               | - Vydáno: 29. srpna 2011 - Vydavatelství: Play On                 | 25 | 27 | 76 | 29 | 39 | 15  | 24 | - JPN: 68,245 |
| Unlocked                                                                                | - Vydáno: 27. srpna 2014 - Vydavatelství: Victor                  | —  | —  | —  | —  | —  | 21  | —  | - JPN: 17,045 |
| Alesta                                                                                  | - Vydáno: 9. března 2016 - Vydavatelství: Victor                  | —  | —  | —  | —  | —  | 34  | —  |               |
| Mami                                                                                    | - Vydáno: 25. dubna 2018 - Vydavatelství: Alexandra Stan, Victor  | —  | —  | —  | —  | —  | 119 | —  |               |
| Rainbows                                                                                | - Vydáno: 29. dubna 2022 - Vydavatelství: Universal               | —  | —  | —  | —  | —  | —   | —  |               |
| Energia ta                                                                              | - Vydáno: 11. října 2024 - Vydavatelství: Universal Music Romania | —  | —  | —  | —  | —  | —   | —  |               |
| "—" značí, že se nahrávka neumístila v hitparádách nebo v tomto území ani nebyla vydána |                                                                   |    |    |    |    |    |     |    |               |

### Znovuvydaná alba
| Název              | Detaily o albu                                | Umístění v hitparádě | Prodeje      |
| Název              | Detaily o albu                                | JPN                  | Prodeje      |
| ------------------ | --------------------------------------------- | -------------------- | ------------ |
| Cliché (Hush Hush) | - Vydáno: 2. října 2013 - Vydavatelství: Maan | 53                   | - JPN: 6,109 |

### Remixová alba
| Název                          | Detaily o albu                                      |
| ------------------------------ | --------------------------------------------------- |
| Alexandra Stan Mix Exceptional | - Vydáno: 12. srpna 2016 - Vydavatelství: Victor    |
| Alesta: The Remix +            | - Vydáno: 23. prosince 2016 - Vydavatelství: Victor |

### Kompialční alba
| Název    | Detaily o albu                                   | Umístění v hitparádě |
| Název    | Detaily o albu                                   | JPN                  |
| -------- | ------------------------------------------------ | -------------------- |
| The Best | - Vydáno: 10. října 2018 - Vydavatelství: Victor | 131                  |

## Extended play
| Název                           | Detaily o EP                                         |
| ------------------------------- | ---------------------------------------------------- |
| Get Back (ASAP) // Mr. Saxobeat | - Vydáno: 2. prosince 2011 - Vydavatelství: Columbia |
| The Best Singles EP             | - Vydáno: 5. října 2012 - Vydavatelství: E2          |
| Come Into My World              | - Vydáno: 6. června 2023 - Vydavatelství: Universal  |

## Singly

### Jako hlavní umělkyně
| "Lollipop (Param Pam Pam)"                                                              | 2009 | 58 | —  | —  | —  | —  | —  | —  | —  | —  | —  | | Saxobeats / Cliché (Hush Hush)     |
| "Mr. Saxobeat"                                                                          | 2010 | 1  | 1  | 2  | 6  | 1  | 1  | 9  | 3  | 3  | 21 | - IFPI AUT: Platinum - BPI: 2× Platinum - BVMI: 5× Gold - FIMI: 4× Platinum - RIAJ: Platinum - PROMUSICAE: Gold - RIAA: Platinum | Saxobeats / Cliché (Hush Hush)     |
| "Get Back (ASAP)"                                                                       | 2011 | 4  | 27 | 5  | 19 | 73 | 24 | —  | 25 | 56 | —  | | Saxobeats / Cliché (Hush Hush)     |
| "1.000.000" (feat. Carlprit)                                                            | 2012 | 13 | —  | —  | —  | —  | 34 | —  | —  | —  | —  | | Saxobeats / Cliché (Hush Hush)     |
| "Lemonade"                                                                              | 2012 | 22 | —  | 70 | —  | —  | 25 | 27 | —  | —  | —  | - FIMI: Gold | Cliché (Hush Hush)                 |
| "Cliché (Hush Hush)"                                                                    | 2012 | 91 | —  | —  | —  | —  | 28 | 11 | —  | —  |    | | Cliché (Hush Hush)                 |
| "All My People" (vs. Manilla Maniacs)                                                   | 2013 | 52 | —  | —  | —  | —  | 55 | 50 | —  | —  | —  | | Cliché (Hush Hush)                 |
| "Thanks for Leaving"                                                                    | 2014 | 42 | —  | —  | —  | —  | 83 | —  | —  | —  | —  | | Unlocked                           |
| "Cherry Pop"                                                                            | 2014 | 82 | —  | —  | —  | —  | —  | 64 | —  | —  | —  | | Unlocked                           |
| "Dance"                                                                                 | 2014 | —  | 70 | —  | —  | —  | —  | 25 | —  | —  | —  | | Unlocked                           |
| "Give Me Your Everything"                                                               | 2014 | —  | —  | —  | —  | —  | —  | —  | —  | —  | —  | | Unlocked                           |
| "Vanilla Chocolat" (feat. Connect-R)                                                    | 2014 | —  | —  | —  | —  | —  | —  | —  | —  | —  | —  | | Unlocked                           |
| "We Wanna" (s Inna feat. Daddy Yankee)                                                  | 2015 | 59 | —  | 72 | —  | —  | 60 | 72 | 83 | —  | —  | - FIMI: Gold | Alesta / Inna / Unlocked / Nirvana |
| "I Did It, Mama!"                                                                       | 2015 | 9  | —  | —  | —  | —  | —  | —  | —  | —  | —  | | Alesta                             |
| "Balans" (feat. Mohombi nebo Marc Mysterio)                                             | 2016 | —  | —  | —  | —  | —  | —  | —  | —  | —  | —  | - IFPI AUT: Gold | Alesta                             |
| "Écoute" (feat. Havana)                                                                 | 2016 | 14 | —  | —  | —  | —  | —  | —  | —  | —  | —  | | Alesta                             |
| "Boom Pow"                                                                              | 2016 | 67 | —  | —  | —  | —  | —  | —  | —  | —  | —  | | Alesta                             |
| "9 Lives" (feat. Jahmmi)                                                                | 2017 | —  | —  | —  | —  | —  | —  | —  | —  | —  | —  | | Alesta                             |
| "Boy Oh Boy"                                                                            | 2017 | —  | —  | —  | —  | —  | —  | —  | —  | —  | —  | | Mami                               |
| "Noi doi"                                                                               | 2017 | 80 | —  | —  | —  | —  | —  | —  | —  | —  | —  | | Mami                               |
| "Mami"                                                                                  | 2018 | —  | —  | —  | —  | —  | —  | —  | —  | —  | —  | | Mami                               |
| "I Think I Love It"                                                                     | 2019 | 38 | —  | —  | —  | —  | —  | —  | —  | —  | —  | | Rainbows                           |
| "Obsesii"                                                                               | 2020 | 12 | —  | —  | —  | —  | —  | —  | —  | —  | —  | | Rainbows                           |
| "Delfinii" (s Criss Blaziny)                                                            | 2020 | —  | —  | —  | —  | —  | —  | —  | —  | —  | —  | | Singl bez alb                      |
| "Tikari" (feat. LiToo nebo mexická verze s W. Corona feat. LiToo)                       | 2020 | —  | —  | —  | —  | —  | —  | —  | —  | —  | —  | | Rainbows                           |
| "Tembleque" (s Nosfe a Sak Noel feat. Los Tioz)                                         | 2021 | 97 | —  | —  | —  | —  | —  | —  | —  | —  | —  | | Singl bez alb                      |
| "Aleasă"                                                                                | 2021 | 28 | —  | —  | —  | —  | —  | —  | —  | —  | —  | | Rainbows                           |
| "Come Into My World" (s Nervo)                                                          | 2021 | 99 | —  | —  | —  | —  | —  | —  | —  | —  | —  | | Rainbows                           |
| "Tokyo"                                                                                 | 2021 | —  | —  | —  | —  | —  | —  | —  | —  | —  | —  | | Rainbows                           |
| "Asta-i pentru altcineva" (s Vunk)                                                      | 2022 | —  | —  | —  | —  | —  | —  | —  | —  | —  | —  | | Singl bez alb                      |
| "Bad at Hating You"                                                                     | 2022 | —  | —  | —  | —  | —  | —  | —  | —  | —  | —  | | Rainbows                           |
| "Heal Your Soul" (s Manuel Riva)                                                        | 2022 | —  | —  | —  | —  | —  | —  | —  | —  | —  | —  | | Singly bez alb                     |
| "Bitch Is Fire" (s Mattn)                                                               | 2023 | —  | —  | —  | —  | —  | —  | —  | —  | —  | —  | | Singly bez alb                     |
| "Bobo"                                                                                  | 2023 | —  | —  | —  | —  | —  | —  | —  | —  | —  | —  | | Singly bez alb                     |
| "Bine cu puțin rău"                                                                     | 2023 | —  | —  | —  | —  | —  | —  | —  | —  | —  | —  | | Energia ta                         |
| "Băieții"                                                                               | 2024 | —  | —  | —  | —  | —  | —  | —  | —  | —  | —  | | Energia ta                         |
| "Dancing in Marabella" (se Sasha Lopez a Manuel Riva)                                   | 2024 | —  | —  | —  | —  | —  | —  | —  | —  | —  | —  | | Singly bez alb                     |
| "Bambola" (s Toka)                                                                      | 2024 | —  | —  | —  | —  | —  | —  | —  | —  | —  | —  | | Singly bez alb                     |
| "Înapoi"                                                                                | 2024 | —  | —  | —  | —  | —  | —  | —  | —  | —  | —  | | Energia ta                         |
| "Wanna Dance"                                                                           | 2025 | —  | —  | —  | —  | —  | —  | —  | —  | —  | —  | | bude oznámeno                      |
| "—" značí, že se nahrávka neumístila v hitparádách nebo v tomto území ani nebyla vydána |      |    |    |    |    |    |    |    |    |    |    | |                                    |

### Jako vedlejší umělkyně
| "Mor de dor" (Hi-Q feat. Alexandra Stan)                                                | 2010 | —  | —  | —  | —  | —  | —  | —  | Singl bez alb           |
| "Baby, It's OK" (Follow Your Instinct feat. Alexandra Stan)                             | 2013 | 90 | 31 | 17 | —  | 44 | —  | —  | Animal Kingdom / Alesta |
| "Inimă de gheață" (Trupa Zero feat. Alexandra Stan)                                     | 2014 | 65 | —  | —  | —  | —  | —  | —  | Singl bez alb           |
| "Set Me Free" (DJ Andi feat. Alexandra Stan)                                            | 2014 | —  | —  | —  | —  | —  | —  | —  | Unlocked                |
| "Motive" (Dorian feat. Alexandra Stan)                                                  | 2015 | 62 | —  | —  | —  | —  | —  | —  | Alesta                  |
| "Au gust zilele" (Criss Blaziny feat. Alexandra Stan)                                   | 2016 | —  | —  | —  | —  | —  | —  | —  | Poetul mării            |
| "Ciao" (Whitesound feat. Alexandra Stan)                                                | 2016 | —  | —  | —  | —  | —  | —  | —  | Singly bez alb          |
| "Synchronize" (Alex Parker feat. Alexandra Stan)                                        | 2017 | —  | —  | —  | —  | —  | —  | —  | Singly bez alb          |
| "Siempre Tú" (Axel Muñiz feat. Alexandra Stan)                                          | 2017 | —  | —  | —  | 16 | —  | —  | —  | Singly bez alb          |
| "Save the Night" (Monoir feat. Alexandra Stan)                                          | 2017 | —  | —  | —  | —  | —  | —  | —  | Singly bez alb          |
| "Miami" (Manuel Riva feat. Alexandra Stan)                                              | 2018 | 8  | —  | —  | —  | —  | 10 | 44 | Singly bez alb          |
| "Ocean" (8KO feat. Alexandra Stan)                                                      | 2018 | —  | —  | —  | —  | —  | —  | —  | Singly bez alb          |
| "Casino Lights" (Tomoro feat. Alexandra Stan)                                           | 2019 | —  | —  | —  | —  | —  | —  | —  | Singly bez alb          |
| "Danger" (RDGLDGRN feat. Nitty Scott a Alexandra Stan)                                  | 2020 | —  | —  | —  | —  | —  | —  | —  | Singly bez alb          |
| "Bandit" (Paul Damixie feat. Alexandra Stan)                                            | 2020 | —  | —  | —  | —  | —  | —  | —  | Singly bez alb          |
| "I Have a Dream (Ecuador)" (MasterM, 24Hours a Alexandra Stan)                          | 2022 | —  | —  | —  | —  | —  | —  | —  | Singly bez alb          |
| "Mai vară" (Amedeo a Alexandra Stan)                                                    | 2022 | —  | —  | —  | —  | —  | —  | —  | Singly bez alb          |
| "—" značí, že se nahrávka neumístila v hitparádách nebo v tomto území ani nebyla vydána |      |    |    |    |    |    |    |    |                         |

### Promo singly
| Název                                          | Rok  | Album          |
| ---------------------------------------------- | ---- | -------------- |
| "Show Me the Way"                              | 2009 | Saxobeats      |
| "Bitter Sweet"                                 | 2013 | Saxobeats      |
| "Crazy"                                        | 2013 | Saxobeats      |
| "Ting-Ting"                                    | 2013 | Saxobeats      |
| "Like a Virgin"                                | 2017 | Singl bez alb  |
| "Favorite Game"                                | 2018 | Mami           |
| "Stay" (s Kopo a Drei Ros)                     | 2018 | Singl bez alb  |
| "Take Me Home"                                 | 2020 | Rainbows       |
| "Future Calling" (s Faustix a Zookeepers)      | 2021 | Singly bez alb |
| "Home Alone (Macaulay Culkin)" (s Alex Parker) | 2021 | Singly bez alb |

### Ostatní singly
| Název                                                                                   | Rok  | Umístění v hitparádách | Umístění v hitparádách | Album                     |
| Název                                                                                   | Rok  | ROM                    | POL                    | Album                     |
| --------------------------------------------------------------------------------------- | ---- | ---------------------- | ---------------------- | ------------------------- |
| "Sóc forta"                                                                             | 2014 | —                      | —                      | El Disc de La Marató 2014 |
| "Call the Police" (jako G Girls)                                                        | 2016 | 64                     | 6                      | Singl bez alb             |
| "—" značí, že se nahrávka neumístila v hitparádách nebo v tomto území ani nebyla vydána |      |                        |                        |                           |

## Videografie

### Video alba
| Název          | Detaily o albu                                   |
| -------------- | ------------------------------------------------ |
| The Collection | - Vydáno: 19. srpna 2015 - Vydavatelství: Victor |

### Videoklipy
| Název                                | Rok  | Režisér                                           |
| ------------------------------------ | ---- | ------------------------------------------------- |
| "Lollipop (Param Pam Pam)"           | 2009 | Andrei Nemirschi                                  |
| "Mr. Saxobeat"                       | 2010 | Iulian Moga                                       |
| "Get Back (ASAP)"                    | 2011 | Iulian Moga                                       |
| "Get Back (ASAP)" [Maanstudio remix] | 2011 | Ciprian Strugariu                                 |
| "1.000.000"                          | 2011 | Iulian Moga                                       |
| "Lemonade"                           | 2012 | Iulian Moga                                       |
| "Cliché (Hush Hush)"                 | 2012 | Iulian Moga                                       |
| "All My People"                      | 2013 | Ilarionov Borisov                                 |
| "Baby, It's OK"                      | 2013 | Oliver Sommer                                     |
| "Inimă de gheață"                    | 2014 | Khaled Mokhtar                                    |
| "Thanks for Leaving"                 | 2014 | Khaled Mokhtar                                    |
| "Cherry Pop"                         | 2014 | Khaled Mokhtar                                    |
| "Dance"                              | 2014 | Khaled Mokhtar                                    |
| "Give Me Your Everything"            | 2014 | Vlad Feneșan                                      |
| "Vanilla Chocolat"                   | 2014 | Alexandra Stan / The Architect                    |
| "We Wanna"                           | 2015 | Khaled Mokhtar / David Gal / Dimitri Caceaune     |
| "Motive"                             | 2015 | Ionut Trandafir                                   |
| "I Did It, Mama!"                    | 2015 | Bogdan Daragiu                                    |
| "Balans"                             | 2016 | Anton San                                         |
| "Écoute"                             | 2016 | Khaled Mokhtar                                    |
| "Call the Police"                    | 2016 | Roman Burlaca                                     |
| "Au gust zilele"                     | 2016 | Criss Blaziny                                     |
| "Boom Pow"                           | 2016 | Ironic Distors                                    |
| "Ciao"                               | 2016 | Andrei Stan                                       |
| "9 Lives"                            | 2017 | Criss Blaziny                                     |
| "Synchronize"                        | 2017 | Criss Blaziny                                     |
| "Siempre Tú"                         | 2017 | Manuel Escalante                                  |
| "Boy Oh Boy"                         | 2017 | Bogdan Păun                                       |
| "Noi doi"                            | 2017 | Bogdan Păun                                       |
| "Save the Night"                     | 2017 | neznámý                                           |
| "Favorite Game"                      | 2018 | Gu Suyeon                                         |
| "Mami"                               | 2018 | Bogdan Păun                                       |
| "Miami"                              | 2018 | Bogdan Păun                                       |
| "Ocean"                              | 2018 | neznámý                                           |
| "I Think I Love It"                  | 2019 | Criss Blaziny                                     |
| "Obsesii"                            | 2020 | Bogdan Daragiu                                    |
| "Danger"                             | 2020 | Patrick Lincoln                                   |
| "Take Me Home"                       | 2020 | Cătălin Dardea                                    |
| "Delfinii"                           | 2020 | Criss Balziny                                     |
| "Tikari"                             | 2020 | Loyal Trip Cartel                                 |
| "Bandit"                             | 2020 | Anton San                                         |
| "Tembleque"                          | 2021 | Andra Marta / Cristina Poszet                     |
| "Aleasă"                             | 2021 | Lofi Blartisio                                    |
| "Come Into My World"                 | 2021 | Raluca Netca                                      |
| "Tokyo"                              | 2021 | Raluca Netca                                      |
| "Asta-i pentru altcineva"            | 2022 | Anton San                                         |
| "Bad at Hating You"                  | 2022 | Raluca Netca                                      |
| "Heal Your Soul"                     | 2022 | Cristina Poszet / Andra Marta / Alexandru Mureșan |
| "Cherry Lips"                        | 2022 | Claudiu Burcă                                     |
| "Bitch Is Fire"                      | 2023 | neznámý                                           |
| "Bobo"                               | 2023 | Bogdan Daragiu                                    |
| "Bine cu Putin Rau"                  | 2023 | x                                                 |